# Schwalmstadt
Schwalmstadt – miasto w Niemczech, w kraju związkowym Hesja, w rejencji Kassel, w powiecie Schwalm-Eder.

## Współpraca
Miejscowość partnerska:
- Zwalm, Belgia